# Italia Lucchini
Italia Lucchini (ur. 8 grudnia 1918, zm. ??) – włoska lekkoatletka, sprinterka, medalistka mistrzostw Europy z 1938.
Zdobyła brązowy medal w sztafecie 4 × 100 metrów (w składzie: Maria Alfero, Maria Apollonio, Rosetta Cattaneo i Lucchini) na mistrzostwach Europy w 1938 w Wiedniu.
Była mistrzynią Włoch w biegu na 100 metrów w 1939, 1941 i 1942 oraz w sztafecie 4 × 100 metrów w 1939, 1940, 1945 i 1946.
13 sierpnia 1939 w Dreźnie poprawiła rekord Włoch w sztafecie 4 × 100 metrów czasem 48,3 s.
Rekord życiowy Lucchini w biegu na 100 metrów wynosił 12,2 s (ustanowiony 16 lipca 1939 w Mediolanie).